# Frankixalus jerdonii
Genre
Espèce
Synonymes
- Polypedates jerdonii Günther, 1876 "1875"
- Rhacophorus jerdonii (Günther, 1876)
- Philautus jerdonii (Günther, 1876)

Statut de conservation UICN

 DD  : Données insuffisantes
Frankixalus jerdonii, unique représentant du genre Frankixalus, est une espèce d'amphibiens de la famille des Rhacophoridae.

## Répartition
Cette espèce est endémique d'Inde. Elle se rencontre dans le Nord du Bengale-Occidental, au Meghalaya, au Manipur et au Nagaland.
Sa présence est incertaine au Népal.

## Description
L'holotype de Philautus jerdonii mesure 48 mm. Cette espèce a la face dorsale gris brunâtre et la face ventrale blanchâtre. Sa gorge est tachetée de brunâtre. Ses membres sont rayées de sombres.
Les mâles décrits par Biju et al. en 2016 mesurent de 37,1 à 42,1 mm et la femelle 46,8 mm.

## Étymologie
Cette espèce est nommée en l'honneur de Thomas Caverhill Jerdon.
Ce genre est nommé en l'honneur de Franky Bossuyt.

## Publications originales
- Günther, 1876 "1875" : Third report on collection of Indian reptiles obtained by British Museum. Proceedings of the Zoological Society of London, vol. 1875, p. 567-577 (texte intégral).
- Biju, Senevirathne, Garg, Mahony, Kamei, Thomas, Shouche, Raxworthy, Meegaskumbura & Van Bocxlaer, 2016 : Frankixalus, a new rhacophorid genus of tree hole breeding frogs with oophagous tadpoles. PLOS ONE, vol. 11, no 1, p. e0145727, p. 1–17 (texte intégral).